# جون هيرش
جون هيرش هو كاتب وشاعر كندي، ولد في 1 مايو 1930 في Siófok ‏ في المجر، وتوفي في 1 أغسطس 1989 في تورونتو في كندا.

## وصلات خارجية
- جون هيرش على موقع IMDb (الإنجليزية)
- جون هيرش على موقع قاعدة بيانات برودواي على الإنترنت (الإنجليزية)